# Lijst van gemeenten in Haïti
Deze lijst omvat de 146 gemeenten van Haïti, inbegrepen de in oktober 2015 opgerichte gemeenten Montrouis en Fond-des-Blancs.

## Administratie
Elke gemeente is bestuurd door een gemeenteraad (conseil municipal) die uit 3 leden bestaat. 	
De gemeenteraadsleden zijn door de inwoners van de gemeente voor 4 jaren verkozen. 
De gemeenteraad is bestuurd door een voorzitter (président), die de titel van burgemeester (maire) draagt.

## A
| Gemeente        | Arrondissement      | Departement |
| --------------- | ------------------- | ----------- |
| Abricots        | Jérémie             | Grand'Anse  |
| Acul-du-Nord    | Acul-du-Nord        | Nord        |
| Anse-à-Foleur   | Saint-Louis-du-Nord | Nord-Ouest  |
| Anse-à-Galets   | La Gonâve           | Ouest       |
| Anse-à-Pitre    | Belle-Anse          | Sud-Est     |
| Anse-à-Veau     | Anse-à-Veau         | Nippes      |
| Anse-d'Hainault | Anse-d'Hainault     | Grand'Anse  |
| Anse-Rouge      | Gros-Morne          | Artibonite  |
| Aquin           | Aquin               | Sud         |
| Arcahaie        | Arcahaie            | Ouest       |
| Arnaud          | Anse-à-Veau         | Nippes      |
| Arniquet        | Port-Salut          | Sud         |

## B
| Gemeente      | Arrondissement         | Departement |
| ------------- | ---------------------- | ----------- |
| Bahon         | Grande-Rivière-du-Nord | Nord        |
| Baie-de-Henne | Môle Saint-Nicolas     | Nord-Ouest  |
| Bainet        | Bainet                 | Sud-Est     |
| Baptiste      | Lascahobas             | Centre      |
| Baradères     | Baradères              | Nippes      |
| Bas-Limbé     | Limbé                  | Nord        |
| Bassin-Bleu   | Port-de-Paix           | Nord-Ouest  |
| Beaumont      | Corail                 | Grand'Anse  |
| Belladère     | Lascahobas             | Centre      |
| Belle-Anse    | Belle-Anse             | Sud-Est     |
| Bombardopolis | Môle Saint-Nicolas     | Nord-Ouest  |
| Bonbon        | Jérémie                | Grand'Anse  |
| Borgne        | Borgne                 | Nord        |
| Boucan-Carré  | Mirebalais             | Centre      |

## C
| Gemeente           | Arrondissement     | Departement |
| ------------------ | ------------------ | ----------- |
| Cabaret            | Arcahaie           | Ouest       |
| Camp-Perrin        | Les Cayes          | Sud         |
| Cap-Haïtien        | Cap-Haïtien        | Nord        |
| Capotille          | Ouanaminthe        | Nord-Est    |
| Caracol            | Trou-du-Nord       | Nord-Est    |
| Carice             | Vallières          | Nord-Est    |
| Carrefour          | Port-au-Prince     | Ouest       |
| Cavaillon          | Aquin              | Sud         |
| Cayes-Jacmel       | Jacmel             | Sud-Est     |
| Cerca-Carvajal     | Hinche             | Centre      |
| Cerca-la-Source    | Cerca-la-Source    | Centre      |
| Chambellan         | Jérémie            | Grand'Anse  |
| Chansolme          | Port-de-Paix       | Nord-Ouest  |
| Chantal            | Les Cayes          | Sud         |
| Chardonnières      | Chardonnières      | Sud         |
| Cité-Soleil        | Port-au-Prince     | Ouest       |
| Corail             | Corail             | Grand'Anse  |
| Cornillon          | Croix-des-Bouquets | Ouest       |
| Côteaux            | Côteaux            | Sud         |
| Côtes-de-Fer       | Bainet             | Sud-Est     |
| Croix-des-Bouquets | Croix-des-Bouquets | Ouest       |

## D
| Gemeente   | Arrondissement  | Departement |
| ---------- | --------------- | ----------- |
| Dame-Marie | Anse-d'Hainault | Grand'Anse  |
| Delmas     | Port-au-Prince  | Ouest       |
| Desdunes   | Dessalines      | Artibonite  |
| Dessalines | Dessalines      | Artibonite  |
| Dondon     | Saint-Raphaël   | Nord        |

## E
| Gemeente | Arrondissement | Departement |
| -------- | -------------- | ----------- |
| Ennery   | Gonaïves       | Artibonite  |

## F
| Gemeente         | Arrondissement     | Departement |
| ---------------- | ------------------ | ----------- |
| Ferrier          | Fort-Liberté       | Nord-Est    |
| Fond-des-Blancs  | Aquin              | Sud         |
| Fonds-des-Nègres | Miragoâne          | Nippes      |
| Fonds-Verrettes  | Croix-des-Bouquets | Ouest       |
| Fort-Liberté     | Fort-Liberté       | Nord-Est    |

## G
| Gemeente               | Arrondissement         | Departement |
| ---------------------- | ---------------------- | ----------- |
| Ganthier               | Croix-des-Bouquets     | Ouest       |
| Gonaïves               | Gonaïves               | Artibonite  |
| Grand-Boucan           | Baradères              | Nippes      |
| Grand-Goâve            | Léogâne                | Ouest       |
| Grand-Gosier           | Belle-Anse             | Sud-Est     |
| Grande-Rivière-du-Nord | Grande-Rivière-du-Nord | Nord        |
| Grande-Saline          | Dessalines             | Artibonite  |
| Gressier               | Port-au-Prince         | Ouest       |
| Gros-Morne             | Gros-Morne             | Artibonite  |

## H
| Gemeente | Arrondissement | Departement |
| -------- | -------------- | ----------- |
| Hinche   | Hinche         | Centre      |

## I
| Gemeente    | Arrondissement | Departement |
| ----------- | -------------- | ----------- |
| Île à Vache | Les Cayes      | Sud         |

## J
| Gemeente   | Arrondissement     | Departement |
| ---------- | ------------------ | ----------- |
| Jacmel     | Jacmel             | Sud-Est     |
| Jean-Rabel | Môle Saint-Nicolas | Nord-Ouest  |
| Jérémie    | Jérémie            | Grand'Anse  |

## K
| Gemeente | Arrondissement | Departement |
| -------- | -------------- | ----------- |
| Kenscoff | Port-au-Prince | Ouest       |

## L
| Gemeente    | Arrondissement  | Departement |
| ----------- | --------------- | ----------- |
| L'Asile     | Anse-à-Veau     | Nippes      |
| L'Estère    | Gonaïves        | Artibonite  |
| La Chapelle | Saint-Marc      | Artibonite  |
| La Tortue   | Port-de-Paix    | Nord-Ouest  |
| La Vallée   | Jacmel          | Sud-Est     |
| La Victoire | Saint-Raphaël   | Nord        |
| Lapointe    | Port-de-Paix    | Nord-Ouest  |
| Lascahobas  | Lascahobas      | Centre      |
| Léogâne     | Léogâne         | Ouest       |
| Les Anglais | Chardonnières   | Sud         |
| Les Cayes   | Les Cayes       | Sud         |
| Les Irois   | Anse-d'Hainault | Grand'Anse  |
| Liancourt   | Saint-Marc      | Artibonite  |
| Limbé       | Limbé           | Nord        |
| Limonade    | Cap-Haïtien     | Nord        |

## M
| Gemeente           | Arrondissement     | Departement |
| ------------------ | ------------------ | ----------- |
| Maïssade           | Hinche             | Centre      |
| Malfranc           | Jérémie            | Grand'Anse  |
| Maniche            | Les Cayes          | Sud         |
| Marigot            | Jacmel             | Sud-Est     |
| Marmelade          | Marmelade          | Artibonite  |
| Milot              | Acul-du-Nord       | Nord        |
| Miragoâne          | Miragoâne          | Nippes      |
| Mirebalais         | Mirebalais         | Centre      |
| Môle-Saint-Nicolas | Môle Saint-Nicolas | Nord-Ouest  |
| Mombin-Crochu      | Vallières          | Nord-Est    |
| Mont-Organisé      | Ouanaminthe        | Nord-Est    |
| Montrouis          | Saint-Marc         | Artibonite  |
| Moron              | Jérémie            | Grand'Anse  |

## O
| Gemeente    | Arrondissement | Departement |
| ----------- | -------------- | ----------- |
| Ouanaminthe | Ouanaminthe    | Nord-Est    |

## P
| Gemeente                       | Arrondissement | Departement |
| ------------------------------ | -------------- | ----------- |
| Paillant                       | Miragoâne      | Nippes      |
| Perches                        | Fort-Liberté   | Nord-Est    |
| Pestel                         | Corail         | Grand'Anse  |
| Pétionville                    | Port-au-Prince | Ouest       |
| Petit-Goâve                    | Léogâne        | Ouest       |
| Petit-Trou-de-Nippes           | Anse-à-Veau    | Nippes      |
| Petite-Rivière-de-l'Artibonite | Dessalines     | Artibonite  |
| Petite-Rivière-de-Nippes       | Miragoâne      | Nippes      |
| Pignon                         | Saint-Raphaël  | Nord        |
| Pilate                         | Plaisance      | Nord        |
| Plaine-du-Nord                 | Acul-du-Nord   | Nord        |
| Plaisance                      | Plaisance      | Nord        |
| Plaisance-du-Sud               | Anse-à-Veau    | Nippes      |
| Pointe-à-Raquette              | La Gonâve      | Ouest       |
| Port-à-Piment                  | Côteaux        | Sud         |
| Port-au-Prince                 | Port-au-Prince | Ouest       |
| Port-de-Paix                   | Port-de-Paix   | Nord-Ouest  |
| Port-Margot                    | Borgne         | Nord        |
| Port-Salut                     | Port-Salut     | Sud         |

## Q
| Gemeente       | Arrondissement | Departement |
| -------------- | -------------- | ----------- |
| Quartier-Morin | Cap-Haïtien    | Nord        |

## R
| Gemeente        | Arrondissement | Departement |
| --------------- | -------------- | ----------- |
| Roche-à-Bateaux | Côteaux        | Sud         |
| Roseaux         | Corail         | Grand'Anse  |
| Ranquitte       | Saint-Raphaël  | Nord        |

## S
| Gemeente                  | Arrondissement      | Departement |
| ------------------------- | ------------------- | ----------- |
| Saint-Jean-du-Sud         | Port-Salut          | Sud         |
| Saint-Louis-du-Nord       | Saint-Louis-du-Nord | Nord-Ouest  |
| Saint-Louis-du-Sud        | Aquin               | Sud         |
| Saint-Marc                | Saint-Marc          | Artibonite  |
| Saint-Michel-de-l'Atalaye | Marmelade           | Artibonite  |
| Saint-Raphaël             | Saint-Raphaël       | Nord        |
| Sainte-Suzanne            | Trou-du-Nord        | Nord-Est    |
| Saut-d'Eau                | Mirebalais          | Centre      |
| Savanette                 | Lascahobas          | Centre      |

## T
| Gemeente      | Arrondissement     | Departement |
| ------------- | ------------------ | ----------- |
| Tabarre       | Port-au-Prince     | Ouest       |
| Terre-Neuve   | Gros-Morne         | Artibonite  |
| Terrier-Rouge | Trou-du-Nord       | Nord-Est    |
| Thiotte       | Belle-Anse         | Sud-Est     |
| Thomassique   | Cerca-la-Source    | Centre      |
| Thomazeau     | Croix-des-Bouquets | Ouest       |
| Thomonde      | Hinche             | Centre      |
| Tiburon       | Chardonnières      | Sud         |
| Torbeck       | Les Cayes          | Sud         |
| Trou-du-Nord  | Trou-du-Nord       | Nord-Est    |

## V
| Gemeente  | Arrondissement | Departement |
| --------- | -------------- | ----------- |
| Vallières | Vallières      | Nord-Est    |
| Verrettes | Saint-Marc     | Artibonite  |

## Sorteerbare lijst
In onderstaande lijst kunnen alle gemeenten in een departement of arrondissement gesorteerd worden. Km² geeft de oppervlakte van de gemeente, toestand 2015.
| Commune                        | Komin              | Km²    | Inw.2015 | Arrondissement         | Departement |
| ------------------------------ | ------------------ | ------ | -------- | ---------------------- | ----------- |
| Abricots                       | Abriko (Zabriko)   | 102,89 | 37.675   | Jérémie                | Grand'Anse  |
| Acul-du-Nord                   | Akil dinò          | 186,37 | 55.908   | Acul-du-Nord           | Nord        |
| Anse-à-Foleur                  | Ansafolè           | 62,14  | 30.217   | Saint-Louis-du-Nord    | Nord-Ouest  |
| Anse-à-Galets                  | Ansagalèt          | 372,01 | 62.559   | La Gonâve              | Ouest       |
| Anse-à-Pitre                   | Ansapit            | 185,19 | 30.146   | Belle-Anse             | Sud-Est     |
| Anse-à-Veau                    | Ansavo             | 103,23 | 34.613   | Anse-à-Veau            | Nippes      |
| Anse-d'Hainault                | Ansdeno            | 94,03  | 36.401   | Anse-d'Hainault        | Grand'Anse  |
| Anse-Rouge                     | Ans Wouj           | 434,35 | 43.395   | Gros-Morne             | Artibonite  |
| Aquin                          | Aken               | 638,59 | 104.216  | Aquin                  | Sud         |
| Arcahaie                       | Lakayè             | 408,73 | 130.306  | Arcahaie               | Ouest       |
| Arnaud                         | Ano                | 77,29  | 20.718   | Anse-à-Veau            | Nippes      |
| Arniquet                       | Anikè              | 59,29  | 29.180   | Port-Salut             | Sud         |
| Bahon                          | Bawon              | 76,38  | 23.251   | Grande-Rivière-du-Nord | Nord        |
| Baie-de-Henne                  | Be de Hèn          | 203,72 | 27.283   | Môle Saint-Nicolas     | Nord-Ouest  |
| Bainet                         | Benè               | 300,60 | 86.755   | Bainet                 | Sud-Est     |
| Baptiste                       |                    |        |          | Lascahobas             | Centre      |
| Baradères                      | Baradè             | 192,71 | 41.245   | Baradères              | Nippes      |
| Bas-Limbé                      | Ba Lenbe           | 52,94  | 20.899   | Limbé                  | Nord        |
| Bassin-Bleu                    | Basen Ble          | 214,83 | 63.446   | Port-de-Paix           | Nord-Ouest  |
| Beaumont                       | Bomon              | 155,34 | 31.580   | Corail                 | Grand'Anse  |
| Belladère                      | Beladè             | 296,65 | 86.612   | Lascahobas             | Centre      |
| Belle-Anse                     | Bèlans             | 381,27 | 75.951   | Belle-Anse             | Sud-Est     |
| Bombardopolis                  | Bonbadopolis       | 196,51 | 36.028   | Môle Saint-Nicolas     | Nord-Ouest  |
| Bonbon                         |                    | 31,88  | 8.610    | Jérémie                | Grand'Anse  |
| Borgne                         | Obòy               | 202,09 | 66.921   | Borgne                 | Nord        |
| Boucan-Carré                   | Boukan Kare        | 353,63 | 56.028   | Mirebalais             | Centre      |
| Cabaret                        | Kabarè             | 202,36 | 68.245   | Arcahaie               | Ouest       |
| Camp-Perrin                    | Kanperen           | 133,77 | 45.043   | Les Cayes              | Sud         |
| Cap-Haïtien                    | Kap Ayisyen        | 53,50  | 274.404  | Cap-Haïtien            | Nord        |
| Capotille                      | Kapotiy            | 68,69  | 19.382   | Ouanaminthe            | Nord-Est    |
| Caracol                        | Karakòl            | 74,91  | 7.714    | Trou-du-Nord           | Nord-Est    |
| Carice                         | Karis              | 55,97  | 13.615   | Vallières              | Nord-Est    |
| Carrefour                      | Kafou              | 165,16 | 511.345  | Port-au-Prince         | Ouest       |
| Cavaillon                      | Kavayon            | 214,97 | 48.687   | Aquin                  | Sud         |
| Cayes-Jacmel                   | Kay Jakmèl         | 78,99  | 40.348   | Jacmel                 | Sud-Est     |
| Cerca-Cavajal                  | Sèka Kavajal       | 156,59 | 23.254   | Hinche                 | Centre      |
| Cerca-la-Source                | Sèka Lasous        | 345,00 | 56.532   | Cerca-la-Source        | Centre      |
| Chambellan                     | Chanbèlan          | 73,13  | 26.459   | Jérémie                | Grand'Anse  |
| Chansolme                      | Chansòl            | 53,19  | 30.361   | Port-de-Paix           | Nord-Ouest  |
| Chantal                        | Chantal            | 160,36 | 34.121   | Les Cayes              | Sud         |
| Chardonnières                  | Chadonyè           | 117,04 | 25.240   | Chardonnières          | Sud         |
| Cité-Soleil                    | Site Soley         | 21,81  | 265.072  | Port-au-Prince         | Ouest       |
| Corail                         | Koray              | 108,51 | 19.566   | Corail                 | Grand'Anse  |
| Cornillon                      | Kòniyon            | 223,24 | 59.660   | Croix-des-Bouquets     | Ouest       |
| Côteaux                        | Koto               | 74,36  | 21.302   | Côteaux                | Sud         |
| Côtes-de-Fer                   | Kòt Defè           | 162,03 | 49.037   | Bainet                 | Sud-Est     |
| Croix-des-Bouquets             | Kwadèbouke         | 634,62 | 249.628  | Croix-des-Bouquets     | Ouest       |
| Dame-Marie                     | Dam Mari           | 102,16 | 38.747   | Anse-d'Hainault        | Grand'Anse  |
| Delmas                         | Dèlma              | 27,74  | 395.260  | Port-au-Prince         | Ouest       |
| Desdunes                       | Dedin              | 99,49  | 37.027   | Dessalines             | Artibonite  |
| Dessalines                     | Desalin            | 474,29 | 181.903  | Dessalines             | Artibonite  |
| Dondon                         | Dondon             | 120,36 | 34.604   | Saint-Raphaël          | Nord        |
| Ennery                         | Ènri               | 216,89 | 51.221   | Gonaïves               | Artibonite  |
| Ferrier                        | Ferye              | 70,00  | 14.642   | Fort-Liberté           | Nord-Est    |
| Fond-des-Blancs                |                    | 174,26 |          | Aquin                  | Sud         |
| Fonds-des-Nègres               | Fondènèg           | 92,23  | 33.413   | Miragoâne              | Nippes      |
| Fonds-Verrettes                | Fonvèrèt           | 275,81 | 50.024   | Croix-des-Bouquets     | Ouest       |
| Fort-Liberté                   | Fòlibète           | 240,28 | 34.434   | Fort-Liberté           | Nord-Est    |
| Ganthier                       | Gantye             | 496,11 | 62.534   | Croix-des-Bouquets     | Ouest       |
| Gonaïves                       | Gonayiv            | 573,58 | 356.324  | Gonaïves               | Artibonite  |
| Grand-Boucan                   | Gran Boukan        | 44,49  | 5.815    | Baradères              | Nippes      |
| Grand-Goâve                    | Grangwav           | 242,79 | 136.502  | Léogâne                | Ouest       |
| Grand-Gosier                   | Gran Gozye         | 83,91  | 17.059   | Belle-Anse             | Sud-Est     |
| Grande-Rivière-du-Nord         | Grann Rivyè dinò   | 128,15 | 41.362   | Grande-Rivière-du-Nord | Nord        |
| Grande-Saline                  | Grann Salin        | 51,97  | 23.236   | Dessalines             | Artibonite  |
| Gressier                       | Gresye             | 92,31  | 36.453   | Port-au-Prince         | Ouest       |
| Gros-Morne                     | Gwo Mòn            | 29,67  | 155.692  | Gros-Morne             | Artibonite  |
| Hinche                         | Ench               | 588,40 | 120.867  | Hinche                 | Centre      |
| Île à Vache                    | Lilavach           | 45,00  | 15.399   | Les Cayes              | Sud         |
| Jacmel                         | Jakmèl             | 443,88 | 187.253  | Jacmel                 | Sud-Est     |
| Jean-Rabel                     | Jan Rabèl          | 488,13 | 148.416  | Môle Saint-Nicolas     | Nord-Ouest  |
| Jérémie                        | Jeremi             | 427,22 | 134.317  | Jérémie                | Grand'Anse  |
| Kenscoff                       | Kenskòf            | 202,76 | 57.434   | Port-au-Prince         | Ouest       |
| L'Asile                        | LMazil             | 153,82 | 41.073   | Anse-à-Veau            | Nippes      |
| L'Estère                       | Lestè              | 176,24 | 45.159   | Gonaïves               | Artibonite  |
| La Chapelle                    | Lachapèl           | 143,60 | 31.553   | Saint-Marc             | Artibonite  |
| La Tortue                      | Latòti             | 179,94 | 38.868   | Port-de-Paix           | Nord-Ouest  |
| La Vallée                      | Lavale             | 84,79  | 36.427   | Jacmel                 | Sud-Est     |
| La Victoire                    | Lavitwa            | 31,35  | 10.541   | Saint-Raphaël          | Nord        |
| Lapointe                       |                    |        |          | Port-de-Paix           | Nord-Ouest  |
| Lascahobas                     | Laskawobas         | 151,68 | 45.873   | Lascahobas             | Centre      |
| Léogâne                        | Leyogàn            | 385,23 | 199.813  | Léogâne                | Ouest       |
| Les Anglais                    | Zanglè (Lèzanglè)  | 118,04 | 29.891   | Chardonnières          | Sud         |
| Les Cayes                      | Okay               | 219,11 | 151.696  | Les Cayes              | Sud         |
| Les Irois                      | Lèziwa             | 130,33 | 23.374   | Anse-d'Hainault        | Grand'Anse  |
| Liancourt                      |                    | 33,93  |          | Saint-Marc             | Artibonite  |
| Limbé                          | Lenbe              | 125,80 | 85.302   | Limbé                  | Nord        |
| Limonade                       | Limonad            | 131,90 | 55.145   | Cap-Haïtien            | Nord        |
| Maïssade                       | Mayisad            | 288,43 | 58.942   | Hinche                 | Centre      |
| Malfranc                       | Mafran             | 32,06  |          | Jérémie                | Grand'Anse  |
| Maniche                        | Manich             | 124,81 | 23.934   | Les Cayes              | Sud         |
| Marigot                        | Marigo             | 187,11 | 74.700   | Jacmel                 | Sud-Est     |
| Marmelade                      | Mamlad             | 108,94 | 38.057   | Marmelade              | Artibonite  |
| Milot                          | Milo               | 71,64  | 31.992   | Acul-du-Nord           | Nord        |
| Miragoâne                      | Miragwàn           | 185,87 | 62.528   | Miragoâne              | Nippes      |
| Mirebalais                     | Mibalè             | 330,87 | 97.755   | Mirebalais             | Centre      |
| Môle-Saint-Nicolas             | Mòl Sen Nikola     | 227,07 | 33.863   | Môle Saint-Nicolas     | Nord-Ouest  |
| Mombin-Crochu                  | Monben Kwochi      | 191,59 | 34.700   | Vallières              | Nord-Est    |
| Mont-Organisé                  | Montòganize        | 94,49  | 20.973   | Ouanaminthe            | Nord-Est    |
| Montrouis                      |                    | 78,70  |          | Saint-Marc             | Artibonite  |
| Moron                          | Mowon              | 182,90 | 31.157   | Jérémie                | Grand'Anse  |
| Ouanaminthe                    | Wanament           | 199,06 | 106.129  | Ouanaminthe            | Nord-Est    |
| Paillant                       | Payan              | 63,27  | 17.332   | Miragoâne              | Nippes      |
| Perches                        | Pèch               | 39,64  | 11.556   | Fort-Liberté           | Nord-Est    |
| Pestel                         | Pestèl             | 286,77 | 44.659   | Corail                 | Grand'Anse  |
| Pétionville                    | Petyonvil          | 165,49 | 376.834  | Port-au-Prince         | Ouest       |
| Petit-Goâve                    | Tigwav             | 387,88 | 172.965  | Léogâne                | Ouest       |
| Petit-Trou-de-Nippes           | Ti Twou de Nip     | 153,19 | 29.990   | Anse-à-Veau            | Nippes      |
| Petite-Rivière-de-l'Artibonite | Ti Rivyè Latibonit | 506,71 | 170.740  | Dessalines             | Artibonite  |
| Petite-Rivière-de-Nippes       | Ti Rivyè de Nip    | 93,70  | 28.553   | Miragoâne              | Nippes      |
| Pignon                         | Piyon              | 140,41 | 43.263   | Saint-Raphaël          | Nord        |
| Pilate                         | Pilat              | 120,80 | 54.050   | Plaisance              | Nord        |
| Plaine-du-Nord                 | Plèn dinò          | 100,69 | 41.255   | Acul-du-Nord           | Nord        |
| Plaisance                      | Plezans            | 121,52 | 69.583   | Plaisance              | Nord        |
| Plaisance-du-Sud               | Plezans disid      | 107,97 | 27.245   | Anse-à-Veau            | Nippes      |
| Pointe-à-Raquette              | Pwentarakèt        | 317,61 | 24.518   | La Gonâve              | Ouest       |
| Port-à-Piment                  | Pòtapiman          | 60,28  | 18.922   | Côteaux                | Sud         |
| Port-au-Prince                 | Pòtoprens          | 36,04  | 987.310  | Port-au-Prince         | Ouest       |
| Port-de-Paix                   | Pòdpè              | 351,75 | 203.975  | Port-de-Paix           | Nord-Ouest  |
| Port-Margot                    | Pò Mago            | 125,19 | 49.879   | Borgne                 | Nord        |
| Port-Salut                     | Pòsali             | 48,79  | 19.098   | Port-Salut             | Sud         |
| Quartier-Morin                 | Katye Moren        | 60,36  | 27.359   | Cap-Haïtien            | Nord        |
| Roche-à-Bateaux                | Wòchabato          | 46,54  | 18.394   | Côteaux                | Sud         |
| Roseaux                        | Wozo               | 216,81 | 35.756   | Corail                 | Grand'Anse  |
| Ranquitte                      | Rankit             | 81,65  | 27.704   | Saint-Raphaël          | Nord        |
| Saint-Jean-du-Sud              | Sen Jan disid      | 69,29  | 25.567   | Port-Salut             | Sud         |
| Saint-Louis-du-Nord            | Sen Lwi dinò       | 125,60 | 116.350  | Saint-Louis-du-Nord    | Nord-Ouest  |
| Saint-Louis-du-Sud             | Sen Lwi disid      | 185,71 | 64.924   | Aquin                  | Sud         |
| Saint-Marc                     | Sen Mak            | 556,56 | 266.642  | Saint-Marc             | Artibonite  |
| Saint-Michel-de-l'Atalaye      | Sen Michèl Latalay | 613,74 | 150.511  | Marmelade              | Artibonite  |
| Saint-Raphaël                  | Sen Rafayèl        | 183,81 | 53.755   | Saint-Raphaël          | Nord        |
| Sainte-Suzanne                 | Sent Sizàn         | 127,91 | 28.031   | Trou-du-Nord           | Nord-Est    |
| Saut-d'Eau                     | Sodo               | 179,41 | 39.069   | Mirebalais             | Centre      |
| Savanette                      | Savanèt            | 174,83 | 36.200   | Lascahobas             | Centre      |
| Tabarre                        | Taba               | 24,47  | 130.283  | Port-au-Prince         | Ouest       |
| Terre-Neuve                    | Tènèv              | 176,83 | 31.252   | Gros-Morne             | Artibonite  |
| Terrier-Rouge                  | Tèrye Wouj         | 171,22 | 30.324   | Trou-du-Nord           | Nord-Est    |
| Thiotte                        | Tyòt               | 126,33 | 34.925   | Belle-Anse             | Sud-Est     |
| Thomassique                    | Tomasik            | 262,01 | 63.224   | Cerca-la-Source        | Centre      |
| Thomazeau                      | Tomazo             | 300,39 | 52.960   | Croix-des-Bouquets     | Ouest       |
| Thomonde                       | Tomonn             | 359,91 | 61.880   | Hinche                 | Centre      |
| Tiburon                        | Tibiwon            | 147,21 | 23.279   | Chardonnières          | Sud         |
| Torbeck                        | Tòbèk              | 189,48 | 76.083   | Les Cayes              | Sud         |
| Trou-du-Nord                   | Twou dinò          | 130,79 | 48.931   | Trou-du-Nord           | Nord-Est    |
| Vallières                      | Valyè              | 158,46 | 23.536   | Vallières              | Nord-Est    |
| Verrettes                      | Vèrèt              | 356,72 | 144.812  | Saint-Marc             | Artibonite  |